# Blackwall-Gletscher
Der Blackwall-Gletscher ist ein etwa 13 km langer Gletscher in der antarktischen Ross Dependency. Er fließt von den Westhängen des Nilsen-Plateaus im Königin-Maud-Gebirge in nordwestlicher Richtung entlang der Nordostseite des Hansen Spur zum Amundsen-Gletscher.
Der deskriptive Name wurde von beiden Mannschaften der Ohio State University benutzt, die von 1963 bis 1964 bzw. von 1970 bis 1971 das Nilsen-Plateau erkundeten. Namensgebend waren die schwarz erscheinenden Felswände, die den Gletscher umgeben.